# شريان شظوي منعطف
شريان شظوي منعطف (بالإنجليزية: Circumflex fibular artery)‏‏ هو شريان يتفرعُ من شريان قصبة الساق الخلفي.